# Латта Василь Петрович
Латта Василь Петрович (29 грудня 1921, село Пчолинне, Пряшівщина, Словаччина — 27 червня 1965, Братислава, Словаччина) — український і словацький лінгвіст і педагог, кандидат філологічних наук. Автор досліджень з української діалектології.

## Біографія
Народився в сім'ї дрібного селянина. Навчався у 1942—1944 роках у Віденському політехнічному інституті, протягом 1945—1948 років — у Братиславському університеті, у 1948—1950 роках в Ленінградському університеті. Працював у Братиславському університеті (1954—1965).
Похований у селі Пчолиному.

## Наукова діяльність
Українській діалектології присвячені його праці «Повноголосся в українських говорах Східної Словаччини» (1958), «Словацько-українська мовна межа» (1962), «Система наголосу українських говірок Східної Словаччини» (1964).